# Windows NT 3.51
Windows NT 3.51 este al treilea sistem de operare din seria Windows NT a companiei Microsoft. A fost lansat pe 30 mai 1995. Acest OS avea două funcții inovatoare, fiind primul Microsoft Windows care rula pe setul de instrucțiuni PowerPC. De asemenea, se puteau efectua operații de client/server între acest OS și Windows 95, care a apărut cu trei luni mai târziu.

## Privire de ansamblu
Windows NT 3.51 a fost supranumit „Sistemul de operare PowerPC” la Microsoft.
Noile caracteristici sunt suportul pentru PC Carduri, compresie NTFS, WinLogon schimbabil, suport 3D în OpenGl și rute IP persistente în timpul utilizării TCP/IP.
Deși există diferențe mari ca nucleu, acest sistem de operare putea rula multe aplicații Win32 făcute pentru Windows 95. Din păcate, multe aplicații Win 32 noi ar putea rula prost, sau chiar mai rău, nu ar putea rula deloc pe acest OS pentru că dezvoltatorii nu mai creează aplicații pentru OS-uri mai vechi decât Windows 98.

## NewShell
Pe 26 mai 1995, Microsoft a început testarea unei reîmprospătări a interfeței utilizator cu care utilizatorii se obișnuiseră până atunci. Aceasta arăta ca interfețele utilizator moderne de pe Windows, cu popularul meniu Start. Acest OS avea capabilități similare cu Windows Chicago (pseudonim pentru versiunile beta finale ale Windows 95). Prima versiune nu a fost lansată public, fiind utilizată doar pentru testări. A doua versiune a fost lansată pe MSDN și CompuServe pe 8 august 1995. Ambele versiuni rulau Windows Explorer 3.51, ca și pe Microsoft Windows 3.51.